# Виктория (Полтавская область)
Виктория (укр. Вікторія) — село, Викторийский сельский совет, Пирятинский район, Полтавская область, Украина.
Код КОАТУУ — 5323881401. Население по переписи 2001 года составляло 1042 человека.
Является административным центром Викторийского сельского совета, в который, кроме того, входит село Архемовка.

## Географическое положение
Село Виктория находится в 4-х км от левого берега реки Гнилая Оржица, в 3-х км от села Архемовка. Рядом проходит автомобильная дорога М-03.
Село указано на трёхверстовке Полтавской области. Военно-топографическая карта.1869 года как хутор Новая

## Экономика
- ООО «Пирятинская птицефабрика».
- ООО «Руби-Роз».

## Объекты социальной сферы
- Школа.

## Персоналии
- Бабак Олег Яковлевич — Герой Советского Союза, родился в селе.

## Галерея

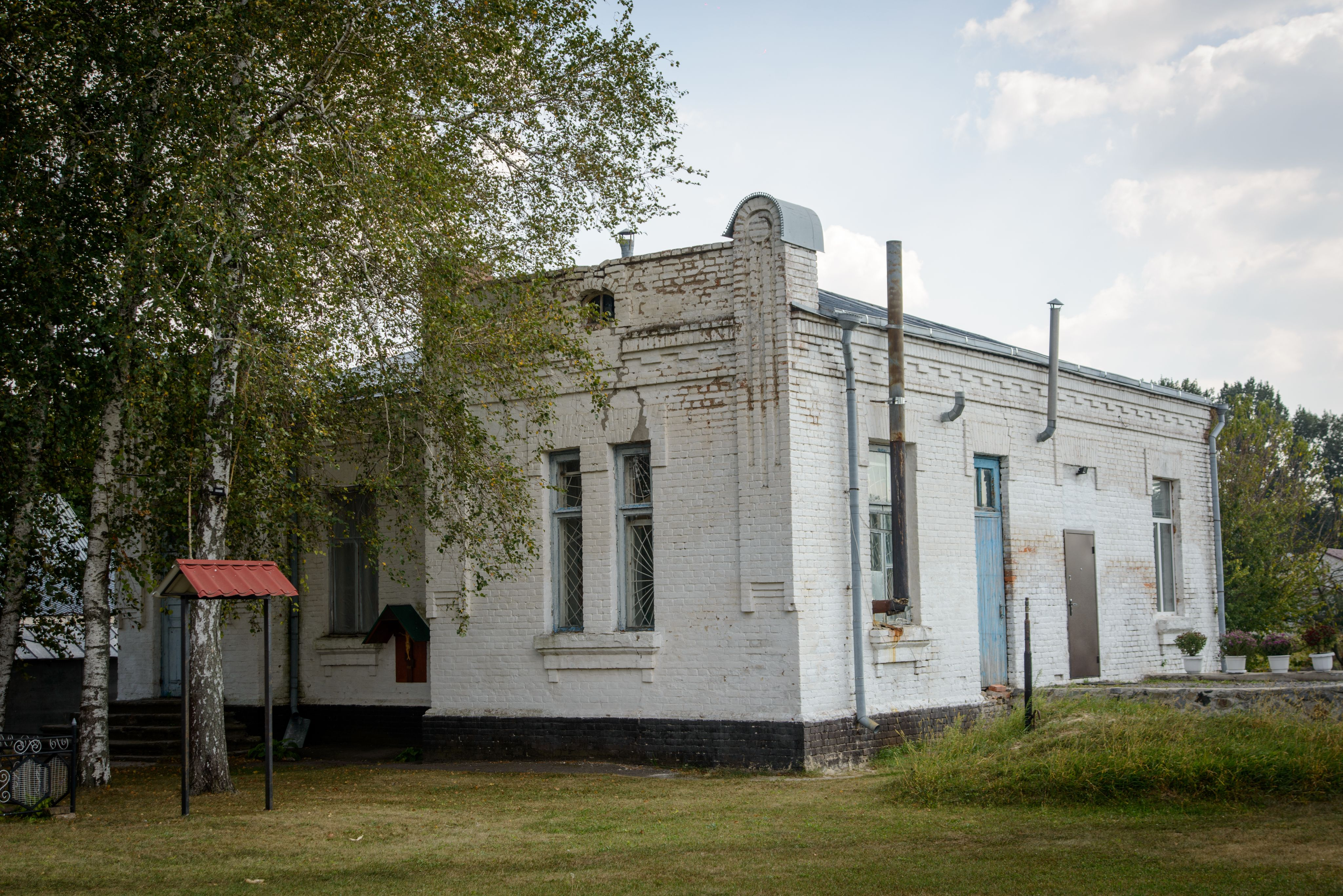
Историческое здание школы (1914). В настоящее время принадлежит общине Николаевской церкви
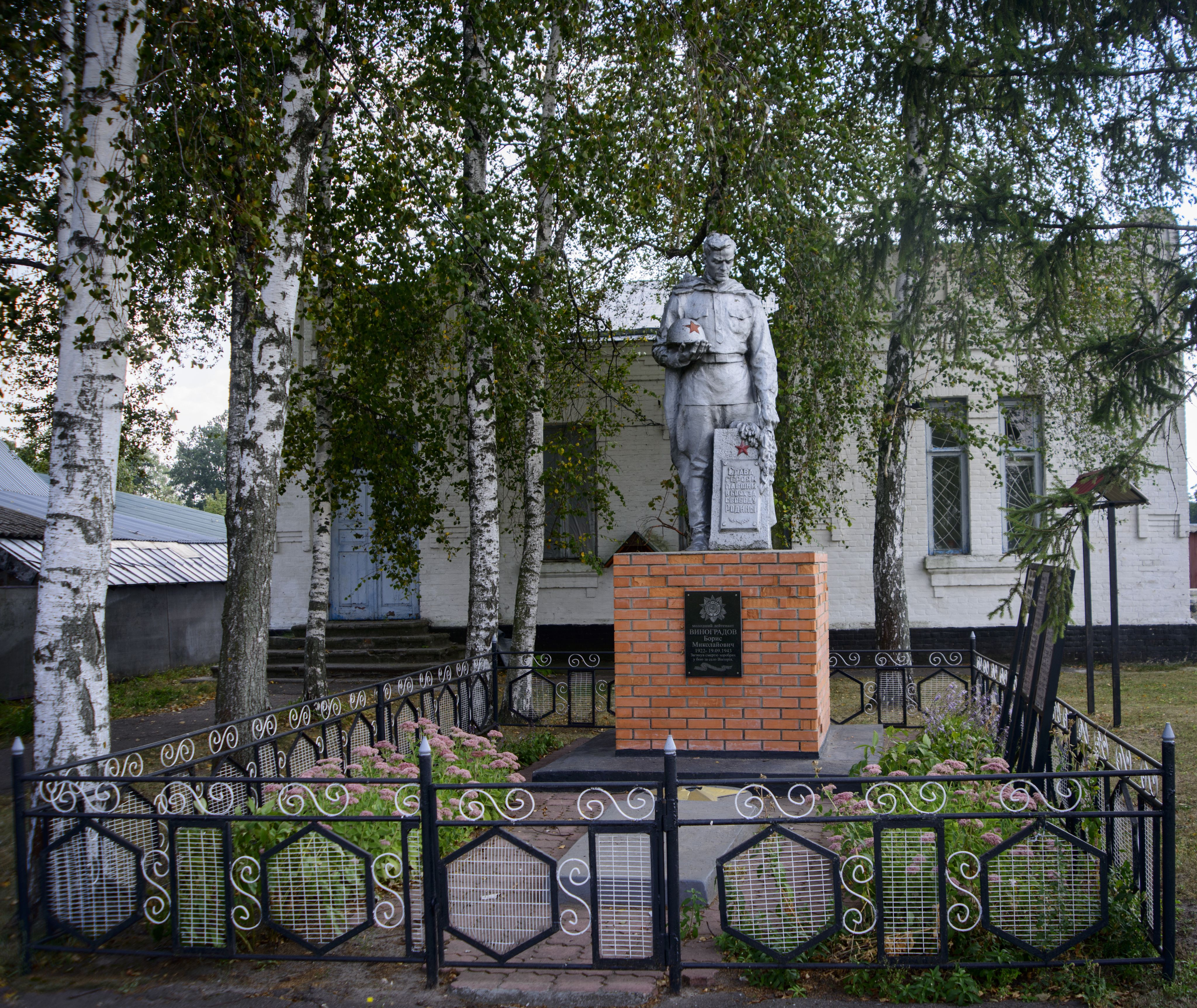
Памятник погибшим в ВОВ односельчанам
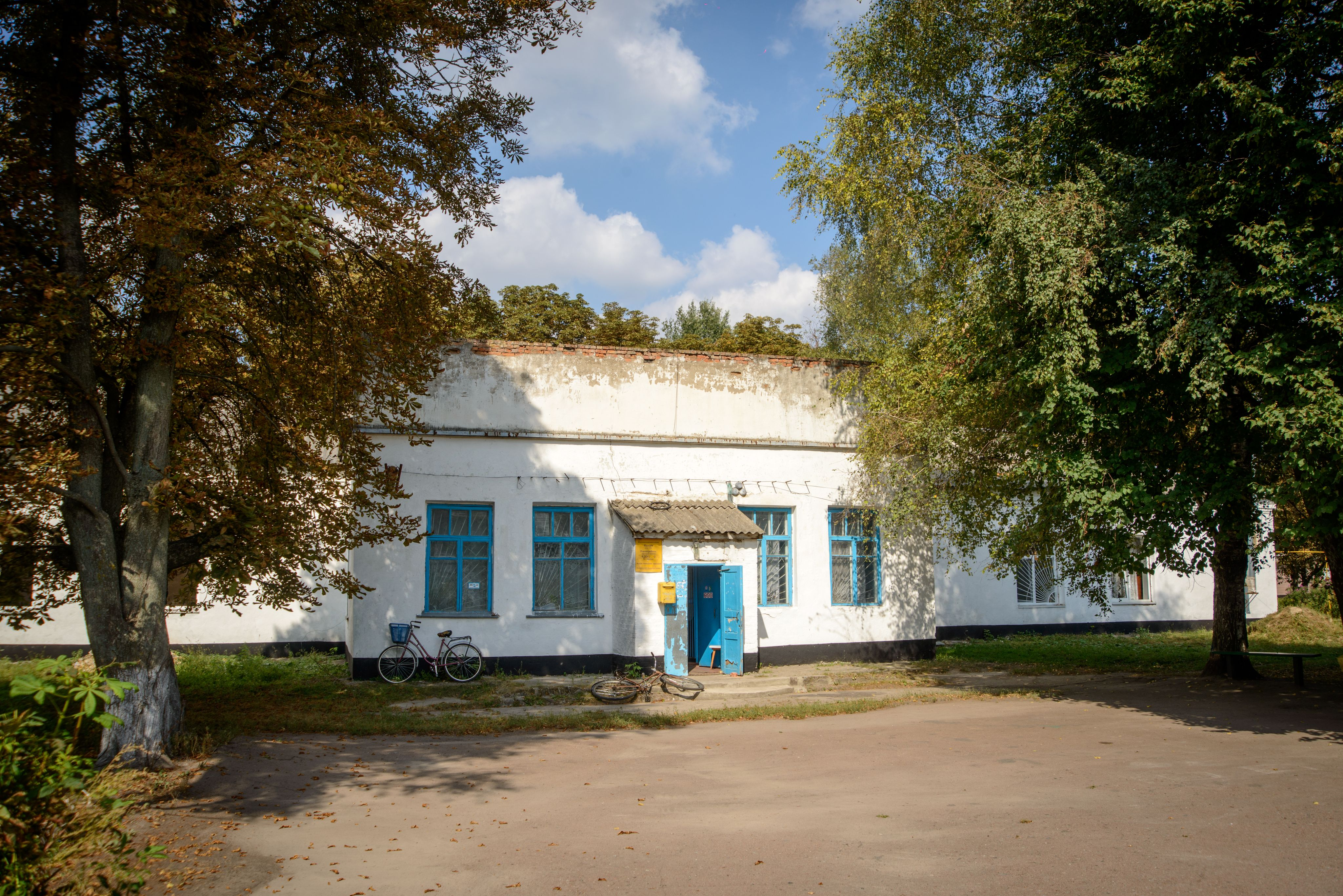
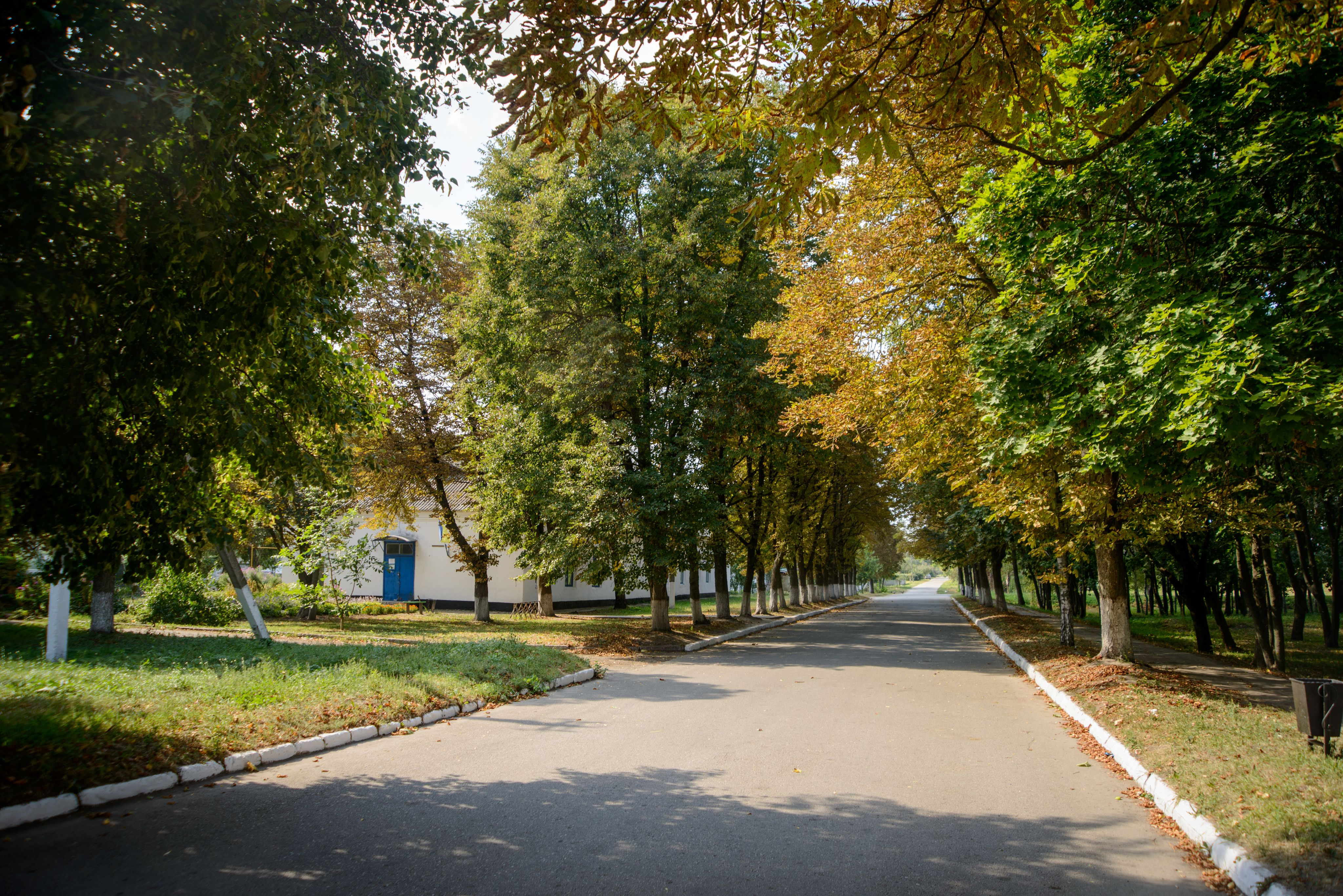